# Коса склейка
Коса склеювання (англ. L-cut, J-cut) — різновид монтажного переходу в кінематографі і (головним чином) на телебаченні, що передбачає розбіжність моментів склеювання зображення та фонограми. Назва буквально означає, що склейка фонограми випереджає склейку зображення або навпаки, завдяки чому фонограма наступного монтажного кадру починається до зміни зображення. Подібний спосіб монтажу дозволяє в документальному кіно і тележурналістиці забрати фрази дійових осіб, що заважають початок або кінець, зберігши при цьому синхронність фонограми. В інших випадках коса склеювання дозволяє досягти більшої виразності монтажного рішення фільму за рахунок смислового зіткнення (контрапункту) зорового та звукового компонентів, що належать до різних кадрів. Подібна суперечливість дає можливість режисеру використовувати її як символ, метафору і т. д. Одним із класичних прикладів використання косої склеювання є відомий фрагмент з фільму Альфреда Хічкока «Тридцять дев'ять ступенів» (1935). Хатня робітниця, виявивши у квартирі головного героя тіло вбитої жінки, обертається на крупному плані в камеру і кричить. Однак замість голосу звучить гудок потяга, який відвозить персонажа, що рятується від поліції. Крім суто художніх завдань, коса склеювання часто використовується при монтажі інтерв'ю або діалогу двох і більше осіб і дозволяє, наприклад, показати на останніх словах співрозмовника, що говорить реакцію. Таке монтажне з'єднання є альтернативою застосуванню кадру-перебивки та кадру-вставки. Іноді коса склеювання допомагає замаскувати невдалий стик між сусідніми кадрами. У історії та теорії монтажу прийом «косої склеювання» пов'язані з такими методами, як «вертикальний монтаж» і «контрапункт», створеними Сергієм Ейзенштейном.